# Église Saint-Symphorien de Charmont-sous-Barbuise
L'église Saint-Symphorien est une église située à Charmont-sous-Barbuise, en France.

## Description
En grande partie du XVIe siècle, elle possède un mobilier important de cette époque comme : 
- une Vierge de pitié en calcaire[2],
- une statue en calcaire de Barbe[3],
- un haut relief représentant une chasse de saint-Hubert en calcaire polychrome[4],
- des fonts baptismaux en calcaire[5],
- une tribune en bois[6] en neuf panneaux chacun ayant un blason,
- une statue en calcaire polychrome de Nicolas[7],
- une éducation de Marie en calcaire[8],
- une Marie à l'enfant en calcaire[9],
- Un bac seigneurial en bois [10].

Deux statues de Marie à l'enfant en calcaireavec des traces de polychromie du XIVe siècle et une avec deux couches de polychromie différentes.

## Localisation
L'église est située sur la commune de Charmont-sous-Barbuise, dans le département français de l'Aube.

## Historique
C'était une cure qui dépendait du Grand doyenné de Troyes et à la collation de l'évêque. Une dîme, donnée en 1199 par Milon de Colaverdé, fut donnée à la cure en 1697 par le chapitre Saint-Étienne de Troyes. L'édifice est classé au titre des monuments historiques en 1928.